# Pound the Alarm
Pound the Alarm is een single van de rapper Nicki Minaj. Het is, na Starships, de tweede single die afkomstig is van haar album Pink Friday: Roman Reloaded. De clip van het nummer is opgenomen in Minajs geboorteland Trinidad & Tobago.

## Hitnoteringen

### Nederlandse Top 40
| Positie: | 37 | 36 | 34 | 39 | uit |

### NederlandseSingle Top 100
| Hitnotering: 03-03-2012 t/m 17-11-2012 | Hitnotering: 03-03-2012 t/m 17-11-2012 | Hitnotering: 03-03-2012 t/m 17-11-2012 | Hitnotering: 03-03-2012 t/m 17-11-2012 | Hitnotering: 03-03-2012 t/m 17-11-2012 | Hitnotering: 03-03-2012 t/m 17-11-2012 | Hitnotering: 03-03-2012 t/m 17-11-2012 | Hitnotering: 03-03-2012 t/m 17-11-2012 | Hitnotering: 03-03-2012 t/m 17-11-2012 | Hitnotering: 03-03-2012 t/m 17-11-2012 | Hitnotering: 03-03-2012 t/m 17-11-2012 | Hitnotering: 03-03-2012 t/m 17-11-2012 | Hitnotering: 03-03-2012 t/m 17-11-2012 | Hitnotering: 03-03-2012 t/m 17-11-2012 | Hitnotering: 03-03-2012 t/m 17-11-2012 | Hitnotering: 03-03-2012 t/m 17-11-2012 | Hitnotering: 03-03-2012 t/m 17-11-2012 | Hitnotering: 03-03-2012 t/m 17-11-2012 | Hitnotering: 03-03-2012 t/m 17-11-2012 | Hitnotering: 03-03-2012 t/m 17-11-2012 | Hitnotering: 03-03-2012 t/m 17-11-2012 |
| Week:                                  | 1                                      | 2                                      | 3                                      | 4                                      | 5                                      | 6                                      | 7                                      | 8                                      | 9                                      | 10                                     | 11                                     | 12                                     | 13                                     | 14                                     | 15                                     | 16                                     | 17                                     | 18                                     | 19                                     |                                        |
| -------------------------------------- | -------------------------------------- | -------------------------------------- | -------------------------------------- | -------------------------------------- | -------------------------------------- | -------------------------------------- | -------------------------------------- | -------------------------------------- | -------------------------------------- | -------------------------------------- | -------------------------------------- | -------------------------------------- | -------------------------------------- | -------------------------------------- | -------------------------------------- | -------------------------------------- | -------------------------------------- | -------------------------------------- | -------------------------------------- | -------------------------------------- |
| Positie:                               | 86                                     | 70                                     | 72                                     | 64                                     | 51                                     | 41                                     | 39                                     | 37                                     | 37                                     | 30                                     | 34                                     | 35                                     | 38                                     | 46                                     | 54                                     | 50                                     | 66                                     | 65                                     | 87                                     | uit                                    |

### VlaamseUltratop 50
| Hitnotering: 25-08-2012 t/m 03-11-2012 | Hitnotering: 25-08-2012 t/m 03-11-2012 | Hitnotering: 25-08-2012 t/m 03-11-2012 | Hitnotering: 25-08-2012 t/m 03-11-2012 | Hitnotering: 25-08-2012 t/m 03-11-2012 | Hitnotering: 25-08-2012 t/m 03-11-2012 | Hitnotering: 25-08-2012 t/m 03-11-2012 | Hitnotering: 25-08-2012 t/m 03-11-2012 | Hitnotering: 25-08-2012 t/m 03-11-2012 | Hitnotering: 25-08-2012 t/m 03-11-2012 | Hitnotering: 25-08-2012 t/m 03-11-2012 | Hitnotering: 25-08-2012 t/m 03-11-2012 | Hitnotering: 25-08-2012 t/m 03-11-2012 |
| Week:                                  | 1                                      | 2                                      | 3                                      | 4                                      | 5                                      | 6                                      | 7                                      | 8                                      | 9                                      | 10                                     | 11                                     |                                        |
| -------------------------------------- | -------------------------------------- | -------------------------------------- | -------------------------------------- | -------------------------------------- | -------------------------------------- | -------------------------------------- | -------------------------------------- | -------------------------------------- | -------------------------------------- | -------------------------------------- | -------------------------------------- | -------------------------------------- |
| Positie:                               | 41                                     | 22                                     | 14                                     | 17                                     | 17                                     | 20                                     | 33                                     | 30                                     | 36                                     | 48                                     | 46                                     | uit                                    |